# Jo Su-huk
Đây là một tên người Triều Tiên, họ là Jo.
Jo Su-Huk (tiếng Hàn Quốc: 조수혁; sinh ngày 18 tháng 3 năm 1987) là một cầu thủ bóng đá Hàn Quốc hiện tại thi đấu cho Ulsan Hyundai.

## Sự nghiệp quốc tế
Anh thi đấu cho Đội tuyển bóng đá U-20 quốc gia Hàn Quốc tại Giải vô địch bóng đá trẻ châu Á 2006 và tại Giải vô địch bóng đá U-20 thế giới 2007.

## Thống kê sự nghiệp câu lạc bộ
| Thành tích câu lạc bộ | Thành tích câu lạc bộ | Thành tích câu lạc bộ | Giải vô địch | Giải vô địch | Cúp     | Cúp       | Cúp Liên đoàn | Cúp Liên đoàn | Châu lục | Châu lục  | Tổng cộng | Tổng cộng |
| Mùa giải              | Câu lạc bộ            | Giải vô địch          | Số trận      | Bàn thắng    | Số trận | Bàn thắng | Số trận       | Bàn thắng     | Số trận  | Bàn thắng | Số trận   | Bàn thắng |
| Hàn Quốc              | Hàn Quốc              | Hàn Quốc              | Giải vô địch | Giải vô địch | Cúp KFA | Cúp KFA   | Cúp Liên đoàn | Cúp Liên đoàn | Châu Á   | Châu Á    | Tổng cộng | Tổng cộng |
| --------------------- | --------------------- | --------------------- | ------------ | ------------ | ------- | --------- | ------------- | ------------- | -------- | --------- | --------- | --------- |
| 2008                  | FC Seoul              | K League 1            | 0            | 0            | 0       | 0         | 2             | 0             | -        | -         | 2         | 0         |
| 2009                  | FC Seoul              | K League 1            | 0            | 0            | 0       | 0         | 0             | 0             | 0        | 0         | 0         | 0         |
| 2010                  | FC Seoul              | K League 1            | 0            | 0            | 0       | 0         | 0             | 0             | -        | -         | 0         | 0         |
| 2011                  | FC Seoul              | K League 1            | 0            | 0            | 0       | 0         | 1             | 0             | 0        | 0         | 1         | 0         |
| 2012                  | FC Seoul              | K League 1            | 0            | 0            | 0       | 0         | 0             | 0             | -        | -         | 0         | 0         |
| Tổng cộng             | Hàn Quốc              | Hàn Quốc              | 0            | 0            | 0       | 0         | 3             | 0             | 0        | 0         | 3         | 0         |
| Tổng cộng sự nghiệp   | Tổng cộng sự nghiệp   | Tổng cộng sự nghiệp   | 0            | 0            | 0       | 0         | 3             | 0             |          |           | 3         | 0         |